# Eloy Morante Maldonado
Eloy Morante Maldonado (* 25. Februar 1998) ist ein deutscher Handballspieler.

## Karriere

### Im Verein
2015 kam er vom TuS Opladen in die A-Jugend des TSV Bayer Dormagen. Hier erhielt er bereits vereinzelt Einsätze in der 2. Bundesliga. Nach dem Abstieg 2016 spielte er in der 3. Liga und erreichte 2018 den Wiederaufstieg in die 2. Bundesliga. 2020 wechselte er zum Erstligaaufsteiger TUSEM Essen. Nach einer Spielzeit stieg er mit Essen in die 2. Bundesliga ab. Seit 2023 steht er im Kader des Bergischen HC.

### In Auswahlmannschaften
Mit der deutschen Jugendnationalmannschaft gewann er die Bronzemedaille bei der U-18-Handball-Europameisterschaft der Männer 2016 und nahm an der U19-Weltmeisterschaft 2017 teil. Er stand zudem im Kader der Juniorennationalmannschaft für die U21-Weltmeisterschaft 2019. Die Mannschaft schied im Achtelfinale gegen Portugal aus.